# Río Mauri
Río Mauri är ett vattendrag i Bolivia, på gränsen till Peru. Det ligger i den västra delen av landet, 400 km nordväst om huvudstaden Sucre.
Omgivningen kring Río Mauri är i huvudsak ett öppet busklandskap. Området är mycket glesbefolkat, med 4 invånare per kvadratkilometer.